# Dolnja Stara vas
Dolnja Stara vas je naselje v Občini Škocjan.